# Barclaya longifolia
Barclaya longifolia är en näckrosväxtart som beskrevs av Nathaniel Wallich. Barclaya longifolia ingår i släktet Barclaya och familjen näckrosväxter. Inga underarter finns listade i Catalogue of Life.